# جون ماكوين (لاعب كرة قدم)
جون ماكوين (بالإنجليزية: John McKeown)‏ هو مدرب كرة قدم ولاعب كرة قدم بريطاني في مركز قلب الدفاع، ولد في 21 أبريل 1981 في غلاسكو في المملكة المتحدة. لعب مع نادي آير يونايتد ونادي دمبرتون ونادي ستنهاوسموير ونادي كاودينبيث.

## وصلات خارجية
- جون ماكوين (لاعب كرة قدم) على موقع قاعدة بيانات كرة القدم.إي يو (الإنجليزية)
- جون ماكوين (لاعب كرة قدم) على موقع Soccerbase.com (لاعب) (الإنجليزية)